# Букатевич Юрій Васильович
Букатевич Юрій Васильович — засновник Української кінологічної літератури.

## Життєпис
Народився 6 березня 1924 року в м. Житомирі в сім'ї лісничого. Сім'я лісничого часто переїжджала, і хлопець зростав у лісах мальовничого Полісся в селах: Мяколовичи, Сушки, Сантарці, Ушомирі. Малий Юрко був дуже здібним. У 5 років він уже знав табличку множення, писав, читав, малював. А в 10 років друкувався в місцевій пресі. Писав оповідання та вірші.
Батько Василь і мати Тереза (до шлюбу Доліньйон) виховували шестеро дітей. Змалечку вчили їх бути чесними, працелюбними, прищеплювали любов до рідної природи, батьківщини. Мати — француженка за національністю (колишня гувернантка) полюбила Василя, полюбила Україну і серйозно займалася виховуванням своїх дітей.
1937 року щасливе дитинство враз обірвалося. У ніч на 14 листопада постукали в двері працівники НКВД. Забрали батька і матір, конфіскували все до останнього горщика і через місяць розстріляли в Житомирській в'язниці начебто, як ворогів народу. Юрія та молодшого брата Леоніда вигнали зі службового будинку лісництва, бо на другий день після арешту приїхав новий лісничий. Ніякого суду не було. Батьків реабілітували посмертно: «За відсутністю складу злочину».
Далі настало жахливе сирітське життя. Спочатку Юрко жив у бабці на станції Пост Дров'яний Олевського району (батькова мати Степанида Павлівна). Далі на Сумщині у старшої сестри Наталії Василівни, яка вчителювала в с. Свіса Ямпільського району. Там він ходив до вечірньої школи та працював токарем на Свіському мехзаводі. Пізніше навчався в Білопольському педтехнікумі на Сумщині. А далі — війна. Фронт.
Учасник боїв на Курській дузі, боїв за визволення України, Білорусі, Польщі. Учасник звільнення Варшави і штурму Берліна. Після війни — молодший лейтенант, залишився в армії. Під час війни нагороджений орденами «Червоної Зірки», «Вітчизняної війни», медалями «За відвагу», «За бойові заслуги» та іншими. Проходив службу в Німеччині у складі Радянських військ. Далі в Проскурові, Житомирі, Кам'янець-Подільському. Заочно закінчив філологічний факультет Одеського державного університету ім. Мечнікова та військове Ярославське училище. А також закінчив вищі курси при Ленінградській військовій академії.
Як офіцер Радянської армії, проходив службу в Німеччині, Польщі, Чехословаччині, Угорщині. Часто полюючи з місцевими мисливцями, звертав увагу на те, що їхня молодь володіє знаннями, як полювати, як користуватися зброєю і, головне — вони досить освіченні в кінології (науці про собаківництво). Вони знають породи мисливських собак, правила полювання з ними, виховання молодняка, його тренування, а також правила розведення в чистоті та вдосконалення чистопородних мисливських собак. І подумав: «А що ж, наші українські хлопці — подоляни, поліщуки, кияни або полтавці — не варті мати таку кінологічну освіту?» Почав шукати архіви, книжки, журнали на цю тему і з'ясував, що в Україні книжок з мисливської кінології нема.
Вирішив підняти цей пласт. Кожну вільну годину проводив на природі, на полюванні з мисливськими собаками (гончаками, лягавими, спанієлями). Перечитав письменників, заводчиків мисливських собак, експертів-кінологів Л. П. Сабанєєва, В. І. Казанського, Б. В. Дмитрієва, Н. П. Пахомова і західноєвропейських І.Наймана, А. Ренчо, І.Новотного, Яна Баца та ін.
1949 року очолив Хмельницьку обласну секцію мисливського собаківництва і протягом 40 років був її головою на громадських засадах. Його двічі обирали членом Всесоюзної і Всеукраїнської кінологічних Рад. Понад 50 років утримував і полював зі зграєю англоруських гончаків. Від своїх собак розповсюдив мисливцям України понад 300 високопородних песенят. Проводив експертизу на міжнародних виставках мисливських собак у 1995 та 1998 роках і в багатьох обласних центрах Росії, України та Білорусі. 1977 року у видавництві «Урожай» (м. Київ) вийшла перша книжка «Мисливські собаки» (200 сторінок, тираж 200 тис. примірників українською мовою).
Водночас почав працювати й над художньою літературою.
Крім науково-довідкових книжок «Мисливське собаківництво», «Мисливські собаки», «Мисливський тлумачний словник», «Гончаки», «Охотнику об охоте» (альманах), з друку виходять його художні книжки: роман «Валькірія», повісті «Чалі коні», «Затьмарено сонце», «Сокіл», «Плакун», «Берегиня», «Довіра», збірка оповідань «На мисливській стежині», збірка поезій «Не можу мовчати» та ін. Він член спілки письменників «Поділля».
Українська кінологія отримала шість науково-довідкових книжок, а в інших художніх книжках так або інакше присутні звірі, собаки, мисливці, природолюби. У передмовах до книжок Ю. В. Букатевича письменник Броніслав Грищук писав: «Зі сторінок книжок Ю.Букатевича постає перед читачем дивовижне життя вовка і вепра, козулі, лося, зайця і лиса. І в кожному оповіданні присутня людина, яка з правіку впливає на світ природи, регулює його, і яка покликана примножувати багатства лісу, поля або річки. Проза Ю. Букатевича своєрідна, цікава, потрібна, міцно скроєні характери, соковита мова, інтригуючи сюжети».
1970 року полковник Ю. В. Букатевич звільнився з військової служби в запас і 22 роки пропрацював в м. Хмельницькому, керуючи «Облжитлопостачзбутом». Очолювана ним служба чотири п'ятирічки виконувала за чотири роки кожну. Ця служба постачала устаткування і матеріали для ЖЕКів, комунальних комбінатів, комплектувала капітальне будівництво тролейбусного депо, тягових підстанцій, котелень, готелів, водо- і газопостачання. Працівників очолюваного ним «ОЖСТ» нагороджували трудовими орденами та медалями.
1967 року Ю. В. Букатевич обирався депутатом міськради. 1978 року Республіканський центр наукової організації праці видав брошурку «О работе Хмельницкого „Облжиткомснаба“», а керівника цієї установи тричі нагороджували солідними грошовими преміями.
Ю. В. Букатевич нагороджений орденом «Богдана Хмельницького» за бойову участь у Німецько-радянській війні.
«Своїм трудом, своїм ставленням до дорученої справи я все життя, — говорить Ю. В. Букатевич, — намагався бути вихованим працелюбом, чесним патріотом, хорошим прикладом для оточення, особливо для своїх дітей і онуків, щоб довести, яких людей енкаведисти постріляли у 1937 році, який генофонд був незаслужено знищений».
Юрій Васильович сповнений творчих задумів. Понад двісті його публікацій надруковано в журналах «Україна», «Дніпро», «Рідна природа», «Охотничье хозяйство», «Охотник», «Полювання та риболовля». На виставках мисливських собак його гончаки не один раз ставали чемпіонами (Плакун, Висла, Буділо, Скрипач).
Зараз працює над новими книжками. «А чому нашому сивочолому і зовсім юному українському читачеві, — говорить Юрій Букатевич, — не знати того, що знають усі європейці? Там діти більше освічені в справі полювання та кінології, ніж ми з вами».
Люди повинні знати, що полювання без мисливського собаки не таке урочисте, як з ним. Воно, крім здорових емоцій, приносить і користь. Саме на полюванні з собакою знищуються хижаки (вовки, лисиці, шакали), знаходяться підранки. Полювання з собакою гучне, відкрите, не злодійське (бо все чути й видно). А на відкритому полюванні добувають тих звірів, на яких видані документи та щільність яких дозволяє частковий відстріл.
Ю.Букатевич — полковник, фронтовик, письменник, спортсмен, мисливець, художник і батько трьох дітей, шістьох онуків і сімох правнуків, серед яких полковники, майори, капітани, кандидати наук, викладачі ВНЗ, працівники міліції та просто хороші люди. Юрій Васильович Букатевич помер 9 грудня 2018 року. Похований у м. Хмельницькому.